# 石崎正弘
石崎 正弘（いしざき まさひろ）は、日本の造園系地方公務員。

## 来歴
1968年に千葉大学園芸学部造園学科を卒業した。埼玉県で公園課長、東松山県土整備事務所長を務め、国営昭和記念公園事務所長も務めた。
官界の外では、公園管理運営士会役員や日本造園修景協会埼玉支部副支部長、東京都体育協会生涯スポーツ課長などを歴任。
2014年に第36回日本公園緑地協会北村賞を受賞した。